# Whitewright (Teksas)
Whitewright je gradić u američkoj saveznoj državi Teksas. Prema popisu stanovništva iz 2010. u njemu je živjelo 1.604 stanovnika.